# Stanisław Rudy
Stanisław Rudy (ur. 1 maja 1948 r. w Szczebrzeszynie) – współtwórca Zamojskiego Lata Teatralnego i Zamojskiego Kwartalnika Kulturalnego,  kolekcjoner pocztówek. Mieszka w Zamościu.
W latach 1980 – 2008 Stanisław Rudy był dyrektorem Wojewódzkiego Domu Kultury w Zamościu, a następnie Zamojskiego Domu Kultury. W 1976 roku współtworzył – między innymi wspólnie z aktorem i reżyserem Janem Machulskim – Zamojskie Lato Teatralne - plenerowy przegląd sztuk wystawianych w polskich teatrach; początkowo były to przede wszystkim inscenizacje dzieł Szekspira. Zamojskie Lato Teatralne odbywa się do dziś. W roku 1984 zakładał wydawany przez WDK (potem ZDK) Zamojski Kwartalnik Kulturalny, w którym ukazują się artykuły o tematyce dotyczącej przede wszystkim kultury i historii miasta oraz regionu. Przez wiele lat redaktor prowadzący ZKK – jedynego  w Polsce  kwartalnika o takim charakterze wydawanego w mieście powiatowym.
Od pocztówek wydawanych w Zamościu i przedstawiających Zamość rozpoczął tworzenie swej kolekcji starych wydawnictw. W zbiorach ma ponad pół tysiąca pocztówek o tej tematyce, wydanych do 1945 r. (najstarsze pochodzą sprzed I wojny światowej). Kolekcjonuje poza tym: przedwojenne pocztówki o tematyce bożonarodzeniowej i wielkanocnej, polskie i zagraniczne; pocztówki z planami i mapami miast, stare i współczesne, polskie i zagraniczne; stare 'święte obrazki' ; bilety wizytowe z okresu przedwojennego, ekslibrisy, pocztówki i karty pocztowe o tematyce papieskiej, pocztówki o tematyce wędkarskiej. W swoich zbiorach ma ok. 20 tys. pocztówek. 
W roku 2007 ukazał się album „Zamość wczoraj i dziś na starej pocztówce i fotografii”, przedstawiający zbiory Stanisława Rudego i współczesne fotografie Jerzego Cabaja.